# The Takeover
The Takeover (с англ. — «переворот») — первый студийный альбом американского исполнителя альтернативного рока Avery Watts. Релиз состоялся 10 октября 2011 года на лейбле Pulse Records.

## Об альбоме
The Takeover включает 5 треков, записанных ранее на самостоятельном релизе Уоттса The Takeover EP (2009) и 10 новых треков. Во многих песнях присутствуют также приглашённые музыканты-инструменталисты и рэпер Napoleon The Great.
11 ноября 2011 года вышел инструментальный альбом Voiceless: Vol. 1, состоящий из инструментальных версий песен с The Takeover.
Основная мысль, звучащая на всём протяжении альбома, — переворот в сознании людей и сплочение всех рас. Уоттс в своих песнях открыто критикует нацизм.

## Синглы
Все синглы с альбома вышли осенью 2010 года на лейбле Pulse Records. Первым синглом стала песня «Our World» (в переводе с англ. — «Наш мир»), вышедшая на iTunes 5 октября 2010 года. За ней последовали «Enough» (англ. Хватит, 17 октября 2010) и «Right Now» (англ. Прямо сейчас, 11 ноября 2010). Все синглы вышли только в цифровом формате.
Также 6 марта 2009 года синглом вышел ремикс песни «A Cut Above», которая присутствует на альбоме. Однако, её нельзя считать альбомным синглом, так как она не относится к Pulse Records, являясь самостоятельным релизом.

## Список композиций
| №                   | Название            | Длительность |
| ------------------- | ------------------- | ------------ |
| 1.                  | «It Begins»         | 2:08         |
| 2.                  | «A Cut Above»       | 3:13         |
| 3.                  | «Right Now»         | 3:56         |
| 4.                  | «Our World»         | 4:39         |
| 5.                  | «Stand»             | 3:23         |
| 6.                  | «The Core»          | 4:38         |
| 7.                  | «Interlude»         | 2:20         |
| 8.                  | «Enough»            | 4:39         |
| 9.                  | «This is War»       | 2:49         |
| 10.                 | «Who I Am»          | 4:06         |
| 11.                 | «Everyone»          | 5:05         |
| 12.                 | «Criminal»          | 4:03         |
| 13.                 | «Survive»           | 3:58         |
| 14.                 | «Home»              | 5:13         |
| 15.                 | «The Takeover»      | 3:22         |
| Общая длительность: | Общая длительность: | 57:38        |

## Участники записи
- Эйвери Уоттс - вокал, соло-гитара, продюсирование, мастеринг, микшинг.
- Napoleon The Great - MC
- Филлип Бир - соло-гитара
- Дэймон Уолли - ритм-гитара
- Эрик Дэвид - бас-гитара
- Ричи Ривьера - ударные
- Крис Коллер - перкуссия
- Корни Олсен - скрипка